# Pontos extremos do Chipre

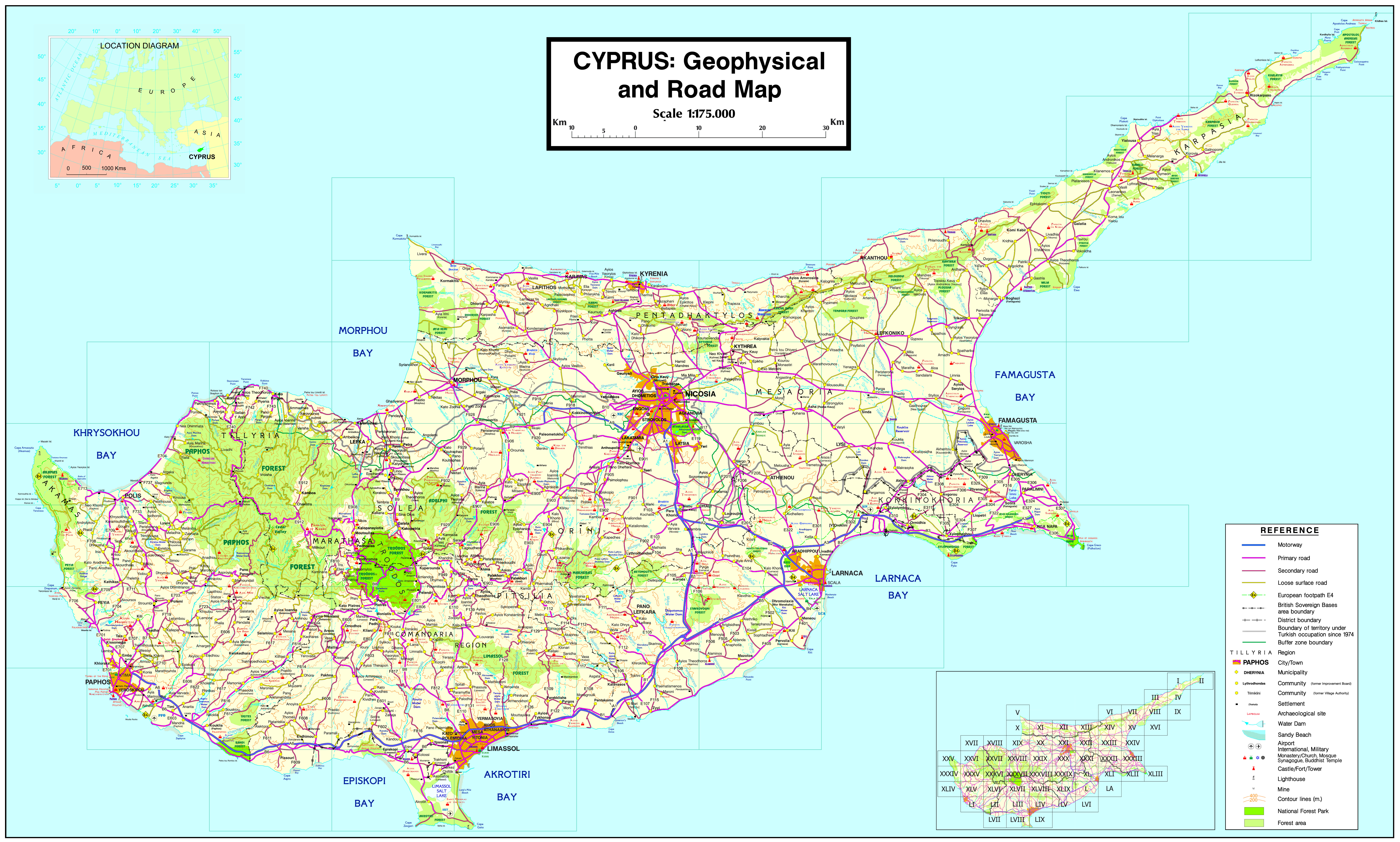
Mapa do Chipre

Esta é a lista dos pontos extremos do Chipre, os locais mais a norte, sul, leste e oeste do território cipriota, e os extremos altimétricos.

## Ilha principal do Chipre
Nota: Inclui o território cipriota ocupado pela Turquia, designado República Turca do Norte de Chipre, não reconhecido internacionalmente como estado independente
- Ponto mais setentrional: Cabo Apostolos Andreas (35° 42′ N, 34° 35′ L)
- Ponto mais meridional: Cabo Gata (34° 34′ N, 33° 01′ L)
- Ponto mais ocidental: Cabo Arnauti (35° 03′ N, 32° 16′ L)
- Ponto mais oriental: Cabo Apostolos Andreas (35° 42′ N, 34° 35′ L)

### Incluindo as ilhas menores
- Ponto mais setentrional: Ilhas Klidhes (35° 43′ N, 34° 36′ L)
- Ponto mais meridional: Cabo Gata (34° 34′ N, 33° 01′ L)
- Ponto mais ocidental: Cabo Arnauti (35° 03′ N, 32° 16′ L)
- Ponto mais oriental: Ilhas Klidhes (35° 43′ N, 34° 36′ L)

## Altitude
- Ponto mais alto: Monte Olimpo, 1952 m
- Ponto mais baixo: Mar Mediterrâneo, 0 m